# Florencia Molinero
Florencia Molinero (* 28. November 1988 in Rafaela) ist eine ehemalige argentinische Tennisspielerin.

## Karriere
Molinero, die mit acht Jahren mit dem Tennissport begann und laut ITF Sandplätze bevorzugt, spielt überwiegend auf Turnieren des ITF Women’s Circuit, bei denen sie bereits neun Einzel- und 25 Doppeltitel gewinnen konnte.
Sie nahm bereits neunmal an der Qualifikation für ein Grand-Slam-Turnier teil, konnte bislang aber nicht ins Hauptfeld vorstoßen. 2013 verlor sie zusammen mit Teliana Pereira das Doppelfinale des WTA-Challenger-Turniers in Cali. Im Februar 2011 trat sie in Buenos Aires gegen Bolivien erstmals für die argentinische Fed-Cup-Mannschaft an; mittlerweile hat sie im Fed Cup elf Siege und vier Niederlagen zu Buche stehen.

## Turniersiege

### Einzel
| Nr. | Datum            | Turnier               | Kategorie   | Belag             | Finalgegnerin        | Ergebnis      |
| --- | ---------------- | --------------------- | ----------- | ----------------- | -------------------- | ------------- |
| 1.  | 12. Juni 2005    | Nazaré                | ITF $10.000 | Hartplatz         | Joana Cortez         | 7:5, 3:6, 6:0 |
| 2.  | 6. November 2005 | São Paulo             | ITF $10.000 | Hartplatz         | Joana Cortez         | 7:5, 7:63     |
| 3.  | 4. Dezember 2005 | Havanna               | ITF $10.000 | Hartplatz         | Yamile Fors Guerra   | 6:4, 6:3      |
| 4.  | 25. März 2007    | Coatzacoalcos         | ITF $25.000 | Hartplatz (Halle) | Estefanía Craciún    | 6:4, 6:3      |
| 5.  | 20. Mai 2007     | Córdoba               | ITF $10.000 | Sand              | Soledad Esperón      | 6:0, 6:2      |
| 6.  | 9. Juli 2011     | Aschaffenburg         | ITF $25.000 | Sand              | Stephanie Vogt       | 7:66, 6:1     |
| 7.  | 29. Juli 2012    | São José do Rio Preto | ITF $25.000 | Sand              | María Irigoyen       | 6:3, 6:4      |
| 8.  | 7. Juli 2013     | São José do Rio Preto | ITF $25.000 | Sand              | María Irigoyen       | 0:6, 6:2, 6:3 |
| 9.  | 12. Oktober 2013 | Asunción              | ITF $25.000 | Sand              | Verónica Cepede Royg | 6:3, 7:65     |

### Doppel
| Nr. | Datum              | Turnier             | Kategorie      | Belag     | Partnerin                | Finalgegnerinnen                            | Ergebnis          |
| --- | ------------------ | ------------------- | -------------- | --------- | ------------------------ | ------------------------------------------- | ----------------- |
| 1.  | 6. Oktober 2007    | Monterrey           | ITF $25.000    | Hartplatz | Melissa Torres-Sandoval  | Frederica Piedade Roxane Vaisemberg         | 6:1, 7:5          |
| 2.  | 6. September 2008  | Alphen aan den Rijn | ITF $25.000    | Sand      | Lessja Zurenko           | Darija Jurak Vojislava Lukić                | 4:6, 7:5, [10:7]  |
| 3.  | 24. Mai 2009       | Santos              | ITF $25.000    | Sand      | Monique Adamczak         | María Fernanda Álvarez Terán María Irigoyen | 1:6, 6:1, [10:7]  |
| 4.  | 11. Juli 2009      | A Coruña            | ITF $25.000    | Hartplatz | María Irigoyen           | Wesna Manassijewa Ksenija Mileuskaja        | 6:2, 6:4          |
| 5.  | 20. März 2010      | Irapuato            | ITF $25.000    | Hartplatz | María Irigoyen           | Lena Litvak Natalia Ryzhonkova              | 6:73, 6:2, [10:7] |
| 6.  | 17. April 2010     | Osprey              | ITF $25.000    | Sand      | María Irigoyen           | Madison Brengle Asia Muhammad               | 6:1, 7:63         |
| 7.  | 15. Mai 2010       | Rio de Janeiro      | ITF $25.000    | Sand      | Maria Fernanda Alves     | Mailen Auroux Fernanda Hermenegildo         | 6:2, 6:4          |
| 8.  | 25. September 2010 | Foggia              | ITF $25.000    | Sand      | María Irigoyen           | Estrella Cabeza Candela Laura Pous Tió      | 6:2, 6:2          |
| 9.  | 25. Juni 2011      | Périgueux           | ITF $25.000    | Sand      | Erika Sema               | Leticia Costas Inés Ferrer Suárez           | 6:2, 3:6, [10:7]  |
| 10. | 10. September 2011 | Podgorica           | ITF $25.000    | Sand      | Corinna Dentoni          | Danka Kovinić Danica Krstajić               | 6:4, 5:7, [10:5]  |
| 11. | 14. Juli 2012      | Aschaffenburg       | ITF $25.000    | Sand      | Stephanie Vogt           | Malou Ejdesgaard Réka-Luca Jani             | 6:3, 7:63         |
| 12. | 20. September 2013 | Saint-Malo          | ITF $25.000    | Sand      | Eliza Kostowa            | Kathinka von Deichmann Nina Zander          | 6:2, 6:4          |
| 13. | 27. September 2013 | Sevilla             | ITF $25.000    | Sand      | Paula Cristina Gonçalves | Cecilia Costa Melgar Gaia Sanesi            | 6:3, 7:5          |
| 14. | 4. Oktober 2013    | La Vall d’Uixó      | ITF $25.000    | Sand      | Laura Thorpe             | Cindy Burger Arantxa Rus                    | 6:1, 6:4          |
| 15. | 11. Oktober 2013   | Asunción            | ITF $25.000    | Sand      | Laura Pigossi            | Vanesa Furlanetto Carolina Zeballos         | 5:7, 6:4, [10:8]  |
| 16. | 30. November 2013  | Monterrey           | ITF $25.000    | Hartplatz | Laura Pigossi            | Indy de Vroome Lenka Wienerová              | 7:5, 7:5          |
| 17. | 14. Dezember 2013  | Mérida              | ITF $25.000    | Hartplatz | Vanesa Furlanetto        | Laura-Ioana Andrei Marina Melnikowa         | 2:6, 7:68, [10:7] |
| 18. | 6. Juni 2014       | Brescia             | ITF $25.000    | Sand      | Sanaz Marand             | Louisa Chirico Asia Muhammad                | 6:4, 4:6, [10:8]  |
| 19. | 4. Juli 2014       | Denain              | ITF $25.000    | Sand      | Paula Cristina Gonçalves | Nicola Slater Karolina Wlodarczak           | 7:63, 7:64        |
| 20. | 11. Juli 2014      | Biarritz            | ITF $100.000   | Sand      | Stephanie Vogt           | Lourdes Domínguez Lino Teliana Pereira      | 6:2, 6:2          |
| 21. | 8. August 2014     | Caracas             | ITF $25.000    | Hartplatz | Vanesa Furlanetto        | Clothilde de Bernardi Ayaka Okuno           | 6:0, 6:0          |
| 22. | 16. August 2014    | Bogotá              | ITF $100.000+H | Sand      | Lara Arruabarrena Vecino | Melanie Klaffner Patricia Mayr-Achleitner   | 6:2, 6:0          |
| 23. | 26. Juni 2015      | Périgueux           | ITF $25.000    | Sand      | Gabriela Cé              | Victoria Rodríguez Marcela Zacarías         | 6:3, 6:2          |
| 24. | 5. März 2016       | Campinas            | ITF $25.000    | Sand      | Gabriela Cé              | Guadalupe Pérez Rojas Nadia Podoroska       | 1:6, 6:4, [10:4]  |
| 25. | 2. Juli 2016       | Stuttgart           | ITF $25.000    | Sand      | Lina Gjorcheska          | Aminat Kuschchowa Diana Šumová              | 1:6, 6:1, [10:7]  |